# Juan Luis Laya
Pour les articles homonymes, voir Laya.
Juan Luis Laya est un homme politique et ingénieur vénézuélien né le 27 mars 1985 dans l'État de La Guaira. Il a été ministre de la Pêche et de l'Aquaculture entre mai 2020 et février 2022 sous la présidence de Nicolás Maduro.

## Biographie
Il est le fils d'Alfredo Laya, qui a été gouverneur de l'État de Vargas (depuis renommé État de La Guaira) entre 1998 et 2000.
Il sort diplômé en ingénierie des systèmes en 2010 de l'Universidad Bicentenaria de Aragua (Université Bicentenaire de Aragua).

## Carrière politique
Il a été maire (alcalde, en espagnol) de la municipalité de Vargas (État de La Guaira).
Selon le décret n°3495 publié au Journal officiel n°41427, il est nommé vice-ministre de la Transformation et de la Distribution de la pêche et de l'aquaculture (viceministro de Procesamiento y Distribución Pesquera y Acuícola, en espagnol) en 2018.
À l'âge de 35 ans, il est nommé ministre de la Pêche et de l'Aquaculture par le président vénézuélien Nicolás Maduro le 27 mai 2020, poste auquel il est remplacé en février 2022 par Olga Luisa Figueroa.